# 銀山城 (備後国)
銀山城（ぎんざんじょう）は、広島県福山市山手町にあった戦国時代の日本の城（山城）。備後地方南部一帯を支配した杉原氏の居城として知られる。

## 歴史
木梨杉原氏の一族の杉原匡信によって築城され、以後「山手杉原氏」を名乗った。城は毛利氏や尼子氏などとの実戦にも活用された。杉原一族は、麓にある曹洞宗三宝寺を菩提寺としていた（三宝寺も匡信による建立）。銀山城主3代目の杉原盛重は、毛利氏の傘下の神辺城の主である山名理興の家老であり、理興の死後神辺城の城主となった。杉原盛重の死後、家督継いだ杉原元盛に反発する杉原景盛との間で相続争いが起き、山手杉原氏は衰退し廃城となった。杉原氏の退いた後には、高橋右馬允資高が入城したとされる。

## 遺構
高増山の山頂から南東方向に延びる尾根の上（標高249.8メートル）に、尾根の一部を堀切で切り離して、城が築かれていた。東西150メートル、南北200メートルの範囲に十数段の連郭と、十数条の竪堀、堀切り、土塁や石垣などの遺構が残り備南屈指の要害とされ、国人衆の筆頭だった杉原氏の勢力を現代に伝えている。北側を頂点とした逆V字型に小郭が配置され、周囲には竪堀が掘られている。城の中心となるのは南向きの尾根にある三段から構成される主城郭群で、それに続く南向きの尾根の南端にも堀切を介在して2面の小郭がある。主城郭群と堀切を挟んで続く南東側の尾根には、階段状に8段に小郭が配置されている。

## アクセス
俄谷砂留および俄山弘法大師堂近くの不動院の四叉路を西側へ右折し、曲がりくねった林道を1.3キロメートルほど登ると林道脇に案内看板があり、そこから急峻な谷に沿って山道を10分ほど登る。駐車場は付近にはなく、自動車で行く場合は俄谷砂留付近の駐車場を利用する。

## 特記事項
- 城跡からの眺めは素晴らしく、松永から福山までの平野部や海岸線が広く見渡せる[2]。
- 福山市の「備陽史探訪の会」が、草刈りなどの周辺整備や、実地測定、見学会などを開催している[3]。